# Kanton Soultz-sous-Forêts
Kanton Soultz-sous-Forêts (fr. Canton de Soultz-sous-Forêts) byl francouzský kanton v departementu Bas-Rhin v regionu Alsasko. Tvořilo ho 19 obcí. Zrušen byl po reformě kantonů 2014.

## Obce kantonu
- Aschbach
- Betschdorf
- Drachenbronn-Birlenbach
- Hatten
- Hoffen
- Hunspach
- Ingolsheim
- Keffenach
- Kutzenhausen
- Lobsann
- Memmelshoffen
- Merkwiller-Pechelbronn
- Oberrœdern
- Retschwiller
- Rittershoffen
- Schœnenbourg
- Soultz-sous-Forêts
- Stundwiller
- Surbourg